# Willeroncourt
Willeroncourt – miejscowość i gmina we Francji, w regionie Grand Est, w departamencie Moza.
Według danych na rok 1990 gminę zamieszkiwało 110 osób, a gęstość zaludnienia wynosiła 14 osób/km² (wśród 2335 gmin Lotaryngii Willeroncourt plasuje się na 935. miejscu pod względem liczby ludności, natomiast pod względem powierzchni na miejscu 757.).